# Nachum Sokołow
Nachum Sokołow, właśc. Nachum ben Josef Samuel Sokołow (ur. 10 stycznia 1859 w Wyszogrodzie, zm. 17 maja 1936 w Londynie) – polski pisarz i tłumacz, pochodzenia żydowskiego, pionier hebrajskojęzycznego dziennikarstwa, lider ruchu syjonistycznego. W latach 1931–1935 był piątym prezydentem Światowej Organizacji Syjonistycznej.

## Życiorys

### Dzieciństwo i młodość
Urodził się w 1859 roku w miejscowości Wyszogród w Imperium Rosyjskim (obecnie terytorium Polski). Urodził się w żydowskiej rodzinie z rabinackimi tradycjami. Jego ojciec był potomkiem rabina Natana Spira. Nachum otrzymał tradycyjne żydowskie religijne wykształcenie. W 1865 roku rodzina przeprowadziła się do Płocka, gdzie Nachum kontynuował ogólną naukę i poznawał obce języki.

### Działalność publiczna
Od 1884 roku pisał felietony do hebrajskiej gazety „Ha-Cefira” w Warszawie. Jej czytelnikami byli głównie religijni żydowscy intelektualiści. Szybko zyskał popularność i redagował całą kolumnę w owej gazecie. Z biegiem lat został głównym redaktorem gazety i jej współwłaścicielem. W 1884 roku założył literacki almanach Żniwo, który ukazywał się corocznie do 1889 roku, a jego szósty numer ukazał się w 1892 roku. W latach 1899–1902 publikował w Warszawie Rok szkolny, uważany za następcę almanachu Żniwo. Ponadto wydał „Książkę pamięci izraelskich pisarzy mieszkających dzisiaj z nami”, która była zbiorem biografii ówczesnych żydowskich pisarzy. W 1897 roku w charakterze dziennikarza pojechał do Bazylei na Pierwszy Kongres Syjonistyczny. W 1902 roku przetłumaczył książkę Theodora Herzla pt. Altneuland na język hebrajski, nadając jej tytuł Tel Awiw. Osiem lat później nazwę tę przyjęło pierwsze hebrajskie miasto w Palestynie (Tel Awiw). Sokołow zaczerpnął tytuł z Księgi Ezechiela 3,15:
Przybyłem do zesłańców, do Tell-Abib, osiedlonych nad rzeką Kebar, i w osłupieniu pozostawałem tam przez siedem dni wśród nich.
Był płodnym pisarzem i tłumaczem. Jego dorobek to m.in. trzytomowa biografia Barucha Spinozy, zawierająca także szerszy opis czasów tego żydowskiego filozofa.

### Działalność syjonistyczna
Po śmierci Theodora Herzla został w 1904 roku zaproszony do Kolonii w Cesarstwie Niemieckim. W mieście tym znajdowała się wówczas centrala Światowej Organizacji Syjonistycznej. Został poproszony, aby objął stanowisko sekretarza generalnego. Sokołow zgodził się, i pełnił te obowiązki w latach 1905–1909. Od 1906 roku był redaktorem gazety syjonistycznej „Die Welt”, wydawanej w języku niemieckim. Pełniąc swe obowiązki podróżował po całej Europie i Ameryce Północnej promując sprawę syjonistyczną. W 1908 roku założył czasopismo „Żydowski Świat”. W 1910 roku, w następstwie konfliktu między frakcjami politycznych i praktycznych Syjonistów, zrezygnował ze wszystkich swoich obowiązków. Pomimo to w 1911 roku na Dziesiątym Kongresie Syjonistycznym został wybrany na członka Komitetu Wykonawczego i tym samym wszedł do grona ścisłego kierownictwa politycznego ruchu syjonistycznego. Podczas I wojny światowej mieszkał w Londynie, gdzie współpracował z Chaimem Weizmanem. Był jednym z głównych inspiratorów wydania w 1917 roku przez brytyjski rząd deklaracji Balfoura, w której zadeklarowano brytyjskie poparcie dla utworzenia żydowskiej siedziby narodowej na terenie Palestyny.
Na Dwunastym Kongresie Syjonistycznym w 1921 roku został wybrany przewodniczącym Komitetu Wykonawczego. Następnie w latach 1931–1935 pełnił obowiązki piątego prezydenta Światowej Organizacji Syjonistycznej. W 1932 roku otrzymał tytuł doctora honoris causa od Żydowskiego Seminarium Teologicznego Ameryki. Po 1935 roku był honorowym prezydentem Światowej Organizacji Syjonistycznej i Agencji Żydowskiej.
Zmarł nagle 17 maja 1936 roku w Londynie. W 1956 roku jego prochy sprowadzono do Izraela i pochowano na Wzgórzu Herzla w Jerozolimie.

## Życie prywatne
Miał syna Floriana.
Jego córka Maria była drugą żoną działacza socjalistycznego Stanisława Mendelsona.

## Upamiętnienie
Wywarł silny wpływ na rozwój nowoczesnego ruchu syjonistycznego. Izraelski kibuc Sede Nachum został nazwany na jego cześć.
W 2006 roku nakładem Księgarni Akademickiej ukazała się obszerna biografia Sokołowa – Nahum Sokołów. Życie i legenda autorstwa jego syna Floriana, w opracowaniu Andrzeja A. Zięby.